# العلاقات الأسترالية الغانية
العلاقات الأسترالية الغانية هي العلاقات الثنائية التي تجمع بين أستراليا وغانا.

## مقارنة بين البلدين
هذه مقارنة عامة ومرجعية للدولتين:
| وجه المقارنة                                              | أستراليا                                   | غانا         |
| --------------------------------------------------------- | ------------------------------------------ | ------------ |
| المساحة (كم2)                                             | 7.69 مليون                                 | 238.53 ألف   |
| عدد السكان (نسمة)                                         | 24.51 مليون                                | 26.91 مليون  |
| الكثافة السكانية (ن./كم²)                                 | 3.19                                       | 112.82       |
| العاصمة                                                   | كانبرا، ملبورن                             | أكرا         |
| اللغة الرسمية                                             | لغة إنجليزية                               | لغة إنجليزية |
| العملة                                                    | دولار أسترالي، جنيه إسترليني، جنيه أسترالي | سيدي غاني    |
| الناتج المحلي الإجمالي (بليون دولار)                      | 1.32 تريليون                               | 47.33 مليار  |
| الناتج المحلي الإجمالي (تعادل القوة الشرائية) بليون دولار | 1.10 تريليون                               | 115.41 مليار |
| الناتج المحلي الإجمالي الاسمي للفرد دولار أمريكي          | 56.31 ألف                                  | 1.37 ألف     |
| الناتج المحلي الإجمالي للفرد دولار أمريكي                 | 45.92 ألف                                  | 4.08 ألف     |
| مؤشر التنمية البشرية                                      | 0.939                                      | 0.579        |
| رمز المكالمات الدولي                                      | +61                                        | +233         |
| رمز الإنترنت                                              | .au                                        | .gh          |
| المنطقة الزمنية                                           |                                            | 00           |

## مدن متوأمة
في ما يلي قائمة باتفاقيات التوأمة بين مدن أسترالية وغانية:
- ترتبط Paynesville, Victoria [الإنجليزية]‏ مع أكرا باتفاقية توأمة.

## منظمات دولية مشتركة
يشترك البلدان في عضوية مجموعة من المنظمات الدولية، منها:
| علم المنظمة | اسم المنظمة                               | تاريخ انضمام أستراليا | تاريخ انضمام غانا |
| ----------- | ----------------------------------------- | --------------------- | ----------------- |
|             | يونسكو                                    | 4 نوفمبر 1946         | 11 أبريل 1958     |
|             | الفريق المعني برصد الأرض                  | ?                     | ?                 |
|             | مؤسسة التمويل الدولية                     | 20 يوليو 1956         | 3 أبريل 1958      |
|             | المركز الدولي لتسوية المنازعات الاستشارية | 1 يونيو 1991          | 14 أكتوبر 1966    |
|             | منظمة حظر الأسلحة الكيميائية              | ?                     | ?                 |
|             | مؤسسة التنمية الدولية                     | 24 سبتمبر 1960        | 29 ديسمبر 1960    |
|             | منظمة التجارة العالمية                    | ?                     | ?                 |
|             | وكالة ضمان الاستثمار متعدد الأطراف        | 10 فبراير 1999        | 29 أبريل 1988     |
|             | الاتحاد البريدي العالمي                   | ?                     | ?                 |
|             | الاتحاد الدولي للاتصالات                  | 27 مايو 1878          | 17 مايو 1957      |
|             | منظمة الشرطة الجنائية الدولية             | ?                     | ?                 |
|             | الأمم المتحدة                             | 1 نوفمبر 1945         | 8 مارس 1957       |
|             | البنك الدولي للإنشاء والتعمير             | 5 أغسطس 1947          | 20 سبتمبر 1957    |
|             | دول الكومنولث                             | ?                     | ?                 |

## أعلام
هذه قائمة لبعض الشخصيات التي تربطها علاقات بالبلدين:
- كوابينا ابياه (لاعب كرة قدم أسترالي، 19 مايو 1992 – )

## وصلات خارجية
- موقع وزارة الخارجية الأسترالية
- موقع وزارة الخارجية الغانية